# آبگوشت کشک

آبگوشت کشک

آبگوشت کشک یکی از خوراک‌های سنتی و محلی شهر اراک است.
مواد اولیه این خوراک گوشت گوسفند، نخود و لوبیا، پیاز، سیب‌زمینی، کشک، نعناداغ، ادویه(زردچوبه،فلفل)، گل زرد ،نمک(به دلیل شوری کشک بایستی نمک به مقدار لازم اضافه گردد)است.
آبگوشت کشک یک منبع عالی کلسیم و پروتئین است که برای حفظ سلامت استخوان ها و رشد عضلات بدن ضروری است.